# 中国残疾人艺术团
中国残疾人艺术团是中国一个以残疾人才艺表演为主的艺术演出团体。1987年成立，起初只是一个业余团体，以弘扬残疾人“平等、参与”为主。2000年后，随着《我的梦》、《千手观音》等高水准的文艺表演的推出，艺术团得到了长足的进步和发展，目前已成为国际一流演出团体，在海内外享有盛名。艺术团还成立了和谐基金会，将自己演出收入捐赠给其他残疾人。现任名誉团长为邓朴方、团长为邰丽华。

## 历史
1987年在首届中国艺术节上，30多位喜爱表演艺术的残疾人组成了中国残疾人艺术团。虽然艺术团当时水平不高，但中国共产党和政府的领导人多次亲临现场观看演出，体现了高层的支持态度。
2000年，艺术团创作了大型歌舞节目《我的梦》。
2002年5月，注册为正式表演团体，进入商演市场。

## 代表节目
- 舞蹈《千手观音》：邰丽华领舞，21位聋女参与表演。
- 舞蹈《化蝶》
- 手语舞蹈 《生命密码》

## 代表人物
- 邰丽华：女，1976年出生，听力残疾人。
- 姜馨田：女，1984年出生，听力残疾人。
- 金元辉：男，1984年出生，视力残疾人。

## 荣誉
- 艺术团：杰出艺术奖（国际狮子会）
- 节目《我的梦》：最佳电视艺术片奖（好莱坞国际电影电视节）
- 节目《走近我的梦》：最佳电视专题片奖
- 团长邰丽华：第三千年国际奖（意大利）、感动中国人物（中国）

## 评价
- 前中共中央总书记江泽民：我十分骄傲来参加这个晚会。她代表了中国人民的智慧。不需要什么语言解释，“心有灵犀一点通”啊。
- 前美国总统克林顿：我感谢中国残疾人艺术团为建设世界人民理解的桥梁，为增进中美关系的深度和广度所发挥的作用。这些天才艺术家代表了残疾人的能力及参与社会为我们创造的巨大价值。
- 马来西亚首相马哈迪·莫哈末：中国残疾人艺术团独创的艺术，唤醒人们更珍惜生命及所拥有的才能。此非凡的艺术超越了语言、文化及民族的界限，让我们了解人类多元化的特性，珍惜我们共同的目标和价值。